# 장세
장세(Chang Shih, 1966년 2월 7일 ~ )는 텔레비전 배우, 영화배우, 영화 감독이다.

## 방송
- 몽회당조
- 종규전설
- 견우적하천
- 신화
- 한무제 (드라마)(중국어판)

## 영화
- 친애적내내 (2013년)
- 종규전설 (2012년)
- 견우적하천 (2012년)
- 몽회당조 (2012년)
- 신화 (2010년)
- 함두장 (2002년)
- 대량소괴 (2000년)
- 풍월 (1996년)
- 탑 쿨 (1995년)
- 목인의 신부 (1994년)
- 천사의 자취 (1992년)
- 용두쟁패 (1989년)
- 반란세대 (1989년)
- 황색고사 (1987년)
- 펑꾸이에서 온 소년 (1983년)